# 卡姆弗里 (明尼蘇達州)
卡姆弗里（英語：Comfrey）是一個位於美國明尼蘇達州布朗縣及卡頓伍德縣的城市。

## 人口
根據2020年美國人口普查的數據，卡姆弗里的面積為1.11平方千米，當中陸地面積為1.11平方千米，而水域面積為0.00平方千米。當地共有人口392人，而人口密度為每平方千米353人。